# Rue Henri-Chevreau
Pour les articles homonymes, voir Chevreau (homonymie).
La rue Henri-Chevreau est une rue située dans le 20e arrondissement de Paris, en France.

## Origine du nom
Cette voie tient son nom d'Henri Chevreau (1823-1903), ministre français de l'Intérieur et éphémère préfet de la Seine.

## Historique

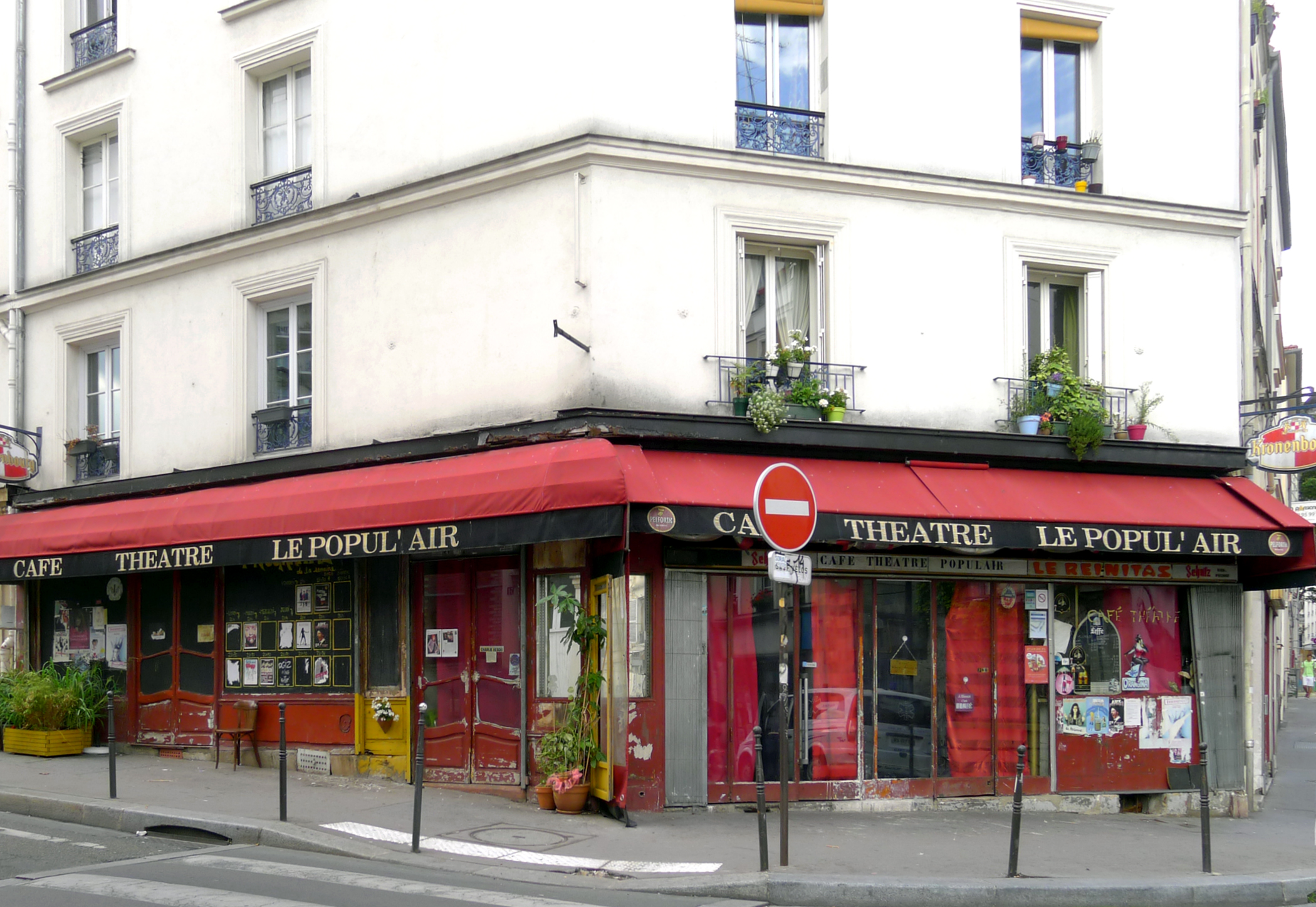
À l'angle de la rue de la Mare, emplacement du café-théâtre Le Popul'air.

Cette rue a été ouverte en deux phases :
1. la section entre les rues de Ménilmontant et de la Mare est ouverte sous sa dénomination actuelle par une délibération du conseil municipal de Belleville du 23 mai 1853 avant d'être classée dans la voirie parisienne par le décret du 23 mai 1863 ;
2. par un décret du 25 mars 1878, elle est prolongée, sous le même nom, entre la rue de la Mare et la rue des Couronnes.

## Bâtiments remarquables et lieux de mémoire

Peinture murale temporaire, rue Henri-Chevreau.

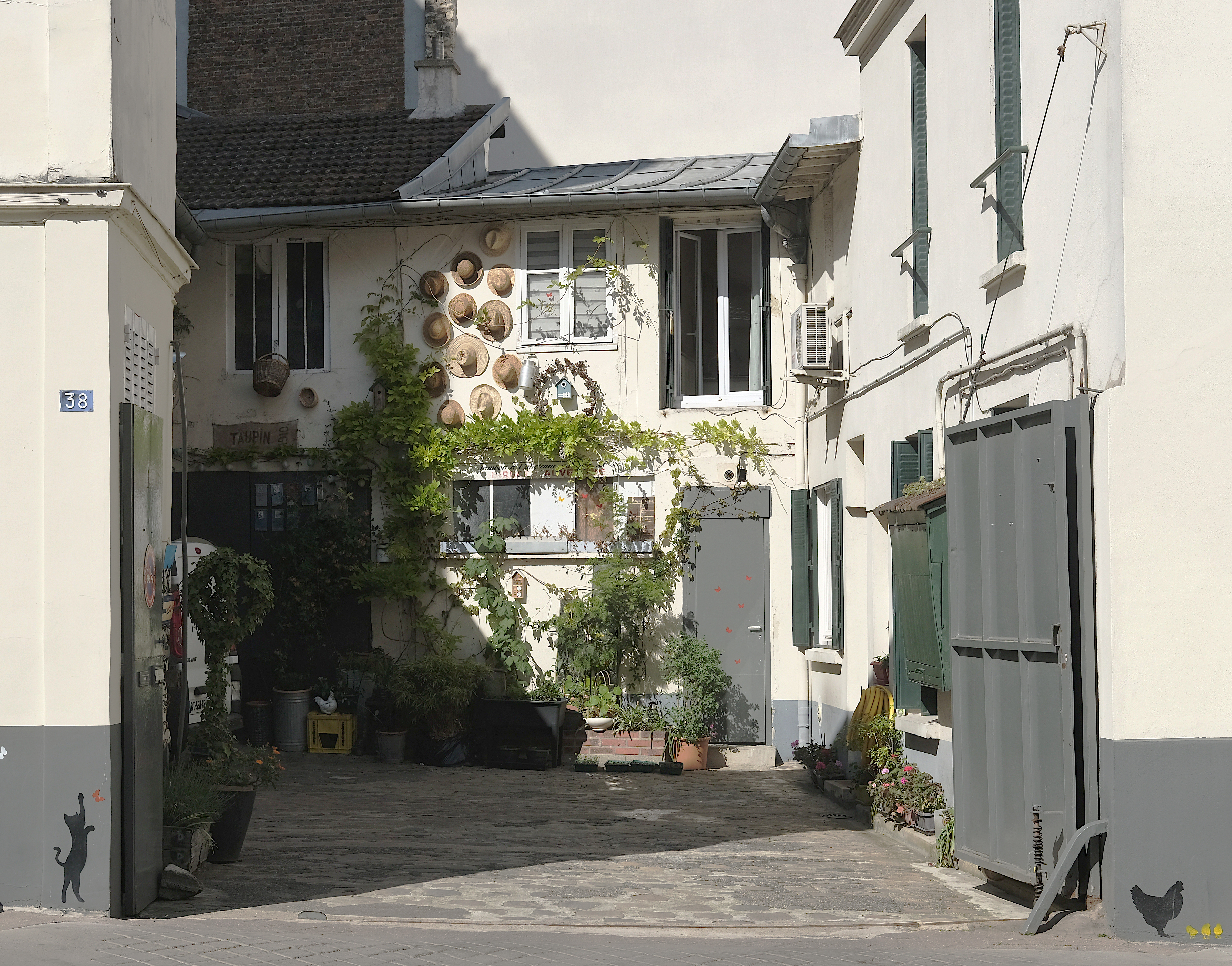
Entrée du n°38.

- Au no 4 bis se trouvait le cinéma Trianon (Modern Cinéma, Bébé Cinéma, Étoile Cinéma), entre 1909 et 1933[1].
- Le no 5 a abrité le siège de la Fédération communiste révolutionnaire, ancêtre de la Fédération communiste anarchiste en 1912.
- Au no 10 se tint en 1880 la première répartition de La Bellevilloise[2].
- Dans les années 1940, au no 34 était situé le fabricant d'appareils photos GAP – Georges Paris Appareils.